# Mohiuddinpur
Mohiuddinpur es una ciudad censal situada en el distrito de Meerut en el estado de Uttar Pradesh (India). Su población es de 5200 habitantes (2011). 

## Demografía
Según el censo de 2011 la población de Mohiuddinpur era de 5200 habitantes, de los cuales 2811 eran hombres y 2389 eran mujeres. Mohiuddinpur tiene una tasa media de alfabetización del 80,13%, superior a la media estatal del 67,68%: la alfabetización masculina es del 89,17%, y la alfabetización femenina del 69,63%.